# Rokel
De Rokel of Seli is een 316 km lange Afrikaanse rivier in Sierra Leone. De Rokel ontspringt in het Lomagebergte en mondt bij Freetown uit in de Atlantische Oceaan.
De naar deze rivier genoemde Orde van de Rokel (Engels: "Order of the Rokel") is een in 1973 ingestelde ridderorde van Sierra Leone.
- Library of Congress Control Number: sh2015003023
- Nationale Bibliotheek van Israël: 987007417332605171
- Virtual International Authority File: 15146635727941982917